# Déodat Gratet de Dolomieu

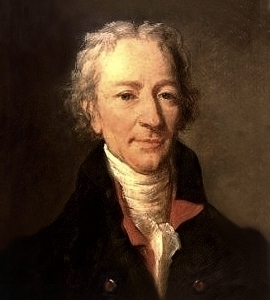
Déodat Gratet de Dolomieu.

Déodat Dieudonné Sylvain Guy Tancrède Gratet de Dolomieu, född 23 juni 1750, död 28 november 1801, var en fransk geolog.
Han var till en början militär, men lämnade 1779 aktiv tjänst för att odelat ägna sig åt naturvetenskaperna och företog 1775–1789 vidsträckta geologiska studieresor i Frankrike, på Pyreneiska halvön och framförallt i södra Italien. Under franska revolutionen deltog han i det politiska livet som sansad frihetsvän. Han blev 1795 ledamot av Institut de France och 1796 professor vid École des mines i Paris. År 1798 åtföljde han Napoleon Bonaparte på expeditionen till Egypten, där han utförde en geologisk-geografisk undersökning av Nildeltat. Under hemfärden led han skeppsbrott vid Apuliens kust och blev under den bourbonska kontrarevolutionen i södra Italien förd som statsfånge till Messina, där han hölls fängslad i nära två år. Han frigavs efter fransmännens seger i slaget vid Marengo och tillträdde 1801 den professur i mineralogi vid Naturhistoriska museet, vartill han 1800 blivit utnämnd, men avled efter några månader.
Tyngdpunkten av Dolomieus vetenskapliga verksamhet ligger i hans undersökningar över vulkanismen, med vilka han förband ett för sin tid ingående petrografiskt studium av äldre och yngre eruptiva bergarter. Han blev därigenom en föregångsman till den sedermera så kallade plutonistiska riktningen inom geologin. Även har den deskriptiva mineralogin honom att tacka för kännedomen om ett flertal nya mineralspecies. Han översatte flera av Torbern Bergmans skrifter till franska. Bergarten dolomit har fått sitt namn efter honom.